# Carl Reiner
Carl Reiner (20 tháng 3 năm 1922 - 29 tháng 6 năm 2020) là một Diễn viên, Diễn viên lồng tiếng, nhà văn và Diễn viên hài Mỹ. Ông đã nhận được 9 giải Emmy và một giải Grammy trong sự nghiệp của mình.

## Tiểu sử
Reiner sinh ở Bronx, New York, con trai của Bessie (nhũ danh Mathias) và cha là Irving Reiner, là một thợ làm đồng hồ. Cha mẹ ông là người Do Thái nhập cư, cha của ông là người từ România còn mẹ ông từ Áo. Khi ông được mười sáu tuổi, anh trai của ông Charlie đọc trong New York Daily News về một hội thảo kịch tự do được tổ chức bởi Works Progress Administration và nói cho cậu biết. Ông đã thợ máy sửa chữa máy may. Ông tin tưởng tín dụng Charlie thay đổi kế hoạch sự nghiệp của mình.